# كيت و ليوبولد (فلم)
كيت وليوبولد (بالإنجليزية: Kate & Leopold) هو فيلم رومانسي-كوميدي فانتازي صدر عام 2001، من إخراج جيمس مانغولد وبطولة ميغ رايان، هيو جاكمان وييف شرايبر. يحكي الفيلم قصة دوق يسافر عبر الزمن من نيويورك في عام 1876 إلى الحاضر ويقع في حب امرأة في نيويورك الحديثة.

## القصة
تعيش (كيت) وشقيقها الممثل في بناية بمدينة نيويورك، ويسكن بجوارها في البناية (ستيوارت) حبيبها، يكتشف (ستيوارت) فجوة بالجوار من جسر بروكلين، تنقل من يعبرها زمنياً للماضي، ويعود للعام 1870، ويلتقط بعض الصور، ويعود للحاضر لكن يتتبعه، رجل من الماضي نبيل يدعى (ليوبولد)، يحاول التعرف على المكان والتأقلم على العصر الحديث قدر الإمكان.

## طاقم التمثيل
- ميغ رايان بدور كيت ماكاي
- هيو جاكمان بدور ليوبولد الكسيس إيليا ووكر غاريث توماس مونتباتن
- ييف شرايبر بدور ستيوارت بيسر
- بريكين ماير بدور تشارلي ماكاي
- ناتاشا ليون بدور دارسي
- برادلي ويتفورد بدور جاي. جاي. كامدن
- فيليب بوسكو بدور أوتيس
- كريستين شال بدور ميس تري
- فيولا ديفيس بدور بوليس وومان
- كريج بيركو بدور ممثل في إعلان

## روابط خارجية
- مقالات تستعمل روابط فنية بلا صلة مع ويكي بيانات